# 아브루초주
아브루초주(Regione Abruzzo)는 이탈리아 중부에 있는 주이며, 로마로부터 동쪽 80km 거리에 서쪽 경계가 마주한다. 주는 라퀼라도, 키에티도, 페스카라도, 테라모도로 나뉘며 북쪽 경계로는 마르케주, 서쪽과 남서쪽에는 라치오주, 남동쪽에는 몰리세주, 동쪽으로는 아드리아해가 있다. 주는 그란사소와 함께 서쪽으로는 산악 지형이고 아드리아해의 해변가와 함께 동쪽으로는 해안 지형으로 나뉜다. 지리학적으로는 남부 지역보다는 중부 지역인 반면에, ISTA (이탈리아 통계청)는 양시칠리아 왕국과 아브루초 주의 역사적 연관성 흔적에 따라 남부 이탈리아로 고려한다.
아브루초주는 주의 총 영역의 3분의 1이 국립공원과 자연보호지역으로 지정된 덕분에 유럽에서 가장 깨끗한 지역(Greenest Region in Europe)이라는 타이틀을 보유하고 있으며, 이는 유럽에서도 가장 크다. 주내에는 3개의 국립공원, 1개의 주립공원 그리고 38개의 자연보호지역이 있다. 이곳에서는 유럽에 살고 있는 모든 종들의 75%와 물때세, 검독수리, 아브루초 사모아, 아펜니노늑대, 마르시칸갈색곰 같은 희귀종들이 서식한다. 또한 아브루초에는 유럽 최남단에 있는 빙하인 칼도르네 빙하가 위치해있다.
이탈리아의 외교관이자 저널리스트인 프리모 레비가 아브루초를 방문했을 때 이곳을 “forte e gentile”(강하면서 온화하다)라고 평가했으며 그가 말하길, 이 지역의 아름다움과 이곳 사람들의 기질이 합해진것 같다라고 하였다. "forte e gentile"라는 이 문구는 이 이후로 이 지역과 사람들의 모토가 되었다.

## 지리
아브루초주는 아펜니노산맥의 중심지에서 아드리아해로 뻗어 있는 이탈리아 중부에 위치해 있으며, 주로 산악지대와 불모지이다. 산악지대 안지역은 아펜니노산맥에서 가장 높은 산인 그란사소(2,912 m) 그리고 마이엘라(2,793 m)와 같은 고원 지대로 이루어져 있다. 아드리아 해안가는 북쪽으로 길게 뻗어 있은 백사장이 있고 남쪽으로는 자갈로 뒤덮인 해안가인 것이 특징이다. 아브루초는 이곳의 풍경과 자연미로 유명하다. 이곳에는 3개의 국립공원과 7개의 자연보호지역, 파란기 해변을 따라서 올리브나무숲과 포도밭으로 풍부한 비탈 지역이 있었기에 아브루초가 유럽에서 가장 깨끗한 지역이라는 공식 타이틀을 수상하였다.

### 기후

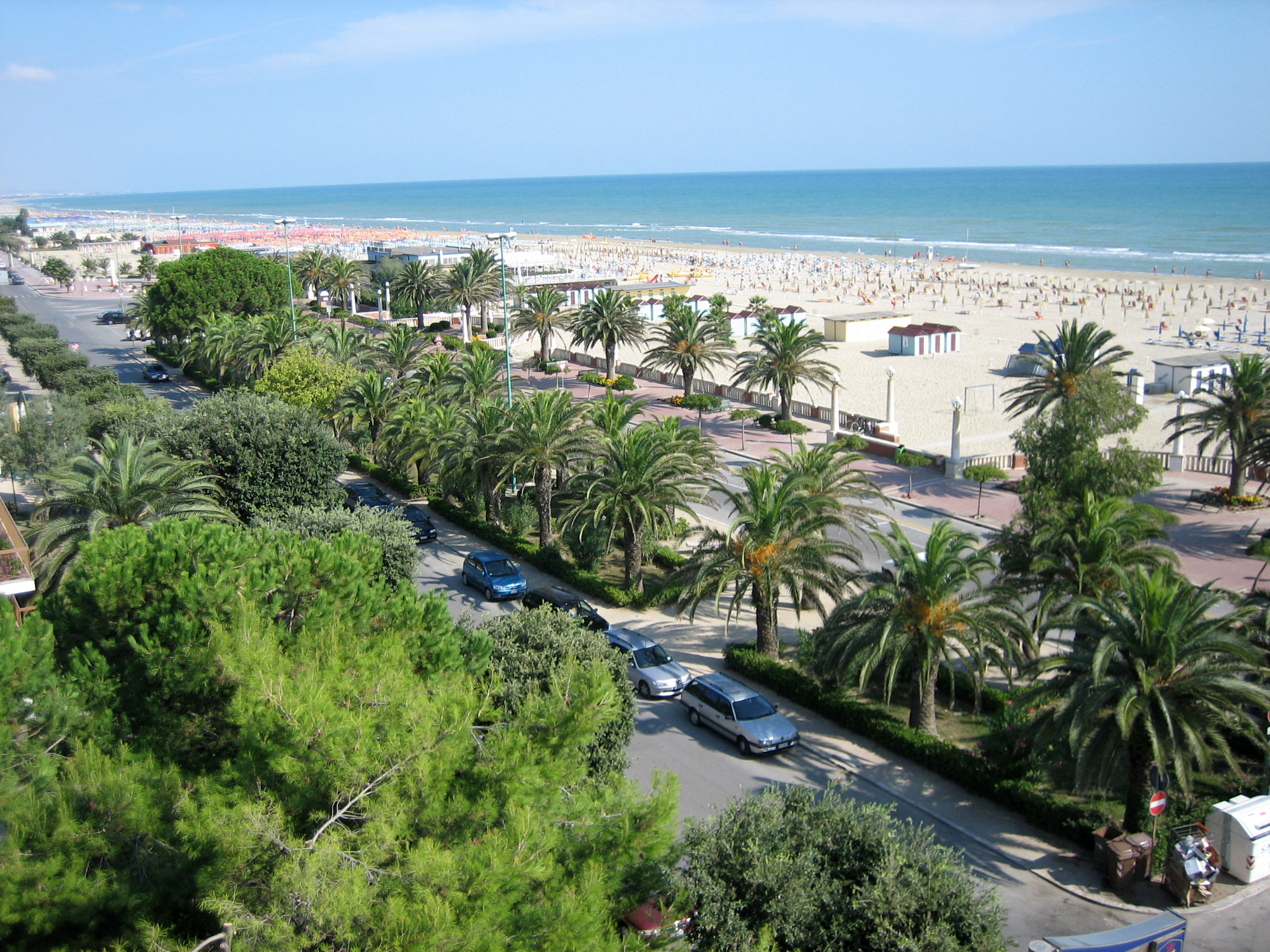
줄리아노바의 해변

아브루초 지역은 두 가지 기후로 나뉘며, 아펜니노산맥 인근 중앙 지역에 영향을 받는 지역과 높은 산맥의 내부에 있는 작은 언덕과 해안지역으로 구분된다. 해안 지역은 여름에 뜨겁고 건조하고 포근한 겨울 날씨인 지중해성 기후인 반면에 비가 많이 오는 언덕은 고도가 올라갈수록 기온과 강수량이 감소하는 아연안(亞沿岸)에 특성을 지닌것으로 발표된다. 또한 강수량도 지역내에서 아펜니노 산맥의 산마루의 비율이 증가와 서쪽으로 산의 비탈면이 노출될수록에 영향을 받고, 대신에 동쪽으로 가거나 산의 비탈면이 동쪽으로 향할수록 강수량은 감소한다. 흔히 아드리아 해안가는 서쪽으로부터 아펜니노산맥이 미풍(리베초)을 감소시키기에 강우량에서 열외된다. 하지만 최소 연간 강수량은 산맥이 비바람을 막아서 계곡지역 안에서 발견되며 오페나, 카페스트라노 같은 곳이 위치한 펠리냐 계곡(Peligna), 트리노 강 계곡(Trino)은 강수량이 거의 500mm에 이르고, 해안선을 따라 있지 않은곳은 거의 600mm 이하로 비가 내리지 않으며 만약에 테라모가 상대적으로 (연간 800mm 이하) 비가 조금 내리면, 키에티는 평균 강우량이 넘게 되고, 아드리아 지역에서 최고 수준에 다다르게 되는 반면에 코스타 데이 트라보키에 있는 오르토나와 바스토는 다시 감소하게 된다. 최도 강수량 지역은 라치오주 경계에 있는 고지대에서 발견되며, 특히 대서양으로부터 방해를 하는데 취약하여, 그 지역 근처는 연간 1,500-2,000mm(페스카라는 2010년에 2800mm에 가깝게 내림)가 내린다.

## 역사

라퀼라에 있는 산타 마리아 디 콜레마조 성당의 2009년 4월 6일 2009년 라퀼라 지진 이전의 모습

인류는 신석기 시대 이후로 아브루초 지역에 거주하였다. 키에티도에 있는 라마 데이 펠리니(Lama dei Peligni)에서 발견된 골격은 방사선 조사 결과로 6,540 bp가 조사되었다. 아브루초라는 명칭은 비록 로마 시대에 이곳은 피케눔(Picenum), 사비나 에트 삼니움(Sabina et Samnium), 플라미니아 에트 피케눔(Flaminia et Picenum) 또는 캄파니아 에트 삼니움(Campania et Samnium) 같은 다양한 이름으로 알려졌지만, 라틴어 "아프루티움에서 전래됐다. 이 지역은 중세시대에는 아프루티움이라고 알려진거에 대한 4가지 가능한 원인이 있는데, 프라이투티움(Praetutium)의 명칭의 변형 형태이고, 더 정확히 말하면 프라이투티이인들이 그들의 핵심 도시이자 옛 테라모인 인테람나에스(Interamnaes)에 이름을 붙인거라고 한다.
1963년까지 이 지역은 아브루치에 몰리세의 일부 중 하나였다. 아브루치(Abruzzi)라는 단어가 전래된건 양시칠리아 왕국의 일부였을때이고 당시에는 지역이 왕국의 수도였던 나폴리에서 보았을 때 가까운 지역과 먼 지역을 구분하여 아브루초 치테리오레(Abruzzo Citeriore, 가까운 아브루초)와 아브루초 울테리오레 I, II(Abruzzo Ulteriore, 먼 아브루초 I, II)로 관리되었다. 아브루초 치테리오레는 오늘날의 키에티도에 해당하였고, 아브루초 울테리오레 I은 테라모도과 페스카라도를 합친 것이며, 아브루초 울테리오레 II은 오늘날의 라퀼라도이다. 이 도에서는 아테르누스(Aternus) 계곡에 있는 술모나에서 파일리그니(Paeligni)의 중심 도시인 코르피니오(고대 이탈리아에서는 코르피니움(Corfinium)이라고도 알려짐)가 발견되었다.

## 정부와 정책

### 관리 지역
| 도         | 면적 (km2) | 인구    | 인구 밀도 (inh./km2) |
| ---------- | ---------- | ------- | -------------------- |
| 키에티도   | 2,588      | 396,190 | 153.1                |
| 라퀼라도   | 5,034      | 308,876 | 61.3                 |
| 페스카라도 | 1,225      | 318,701 | 260.1                |
| 테라모도   | 1,948      | 308,769 | 158.5                |

## 인구
| 연도               | 인구      | ±%     |
| ------------------ | --------- | ------ |
| 1861               | 858,000   | —      |
| 1871               | 906,000   | +5.6%  |
| 1881               | 946,000   | +4.4%  |
| 1901               | 1,070,000 | +13.1% |
| 1911               | 1,116,000 | +4.3%  |
| 1921               | 1,131,000 | +1.3%  |
| 1931               | 1,168,000 | +3.3%  |
| 1936               | 1,202,000 | +2.9%  |
| 1951               | 1,277,000 | +6.2%  |
| 1961               | 1,206,000 | −5.6%  |
| 1971               | 1,167,000 | −3.2%  |
| 1981               | 1,218,000 | +4.4%  |
| 1991               | 1,249,000 | +2.5%  |
| 2001               | 1,262,000 | +1.0%  |
| 2011               | 1,343,000 | +6.4%  |
| 2017               | 1,322,247 | −1.5%  |
| Source: ISTAT 2001 |           |        |

## 출신 인물
- 가브리엘레 단눈치오: 아브루초주 페스카라.

## 같이 보기
- 2009년 라퀼라 지진